# HMS Sea Devil (P244)
Le HMS Sea Devil (pennant number : P244) est un sous-marin britannique de classe S du troisième lot, construit pour la Royal Navy pendant la Seconde Guerre mondiale. Il faisait partie des unités construites entre 1941 et 1944 par les Britanniques pour des opérations offensives. Il a survécu à la guerre et a été vendu à la ferraille en 1966. Il était alors le dernier navire de la classe S en service au sein de la Royal Navy.

## Conception
Les sous-marins de la classe S ont été conçus pour patrouiller dans les eaux resserrées de la mer du Nord et de la mer Méditerranée. Les 17 derniers navires du troisième lot étaient considérablement modifiés par rapport aux bateaux précédents. Ils avaient une coque plus solide, transportaient plus de carburant, et leur armement était modernisé.

Schéma d'un sous-marin de classe S.

Ces sous-marins avaient une longueur hors tout de 66,1 mètres, une largeur de 7,2 m et un tirant d'eau de 4,3 m. Leur déplacement était de 827 tonnes en surface et 1 006 tonnes en immersion. Ils avaient un équipage de 48 officiers et matelots. Ils pouvaient plonger jusqu'à la profondeur de 106,7 m. 
Pour la navigation en surface, ces navires étaient propulsés par deux moteurs Diesel de 950 ch (708 kW), chacun entraînant un arbre et une hélice distincte. En immersion, les hélices étaient entraînées par un moteur électrique de 650 ch (485 kW). Ils pouvaient atteindre 14,75 nœuds (27,32 km/h) en surface et 9 nœuds (17 km/h) en plongée. Le Sea Devil pouvait transporter plus de carburant que la plupart des sous-marins du troisième lot et avait une autonomie en surface de 7500 milles marins (13 900 km) à 10 nœuds (19 km/h), et en plongée de 120 milles (220 km) à 3 nœuds (5,6 km/h).
Ils étaient armés de six tubes lance-torpilles de 21 pouces (533 mm) à la proue. Ils transportaient six torpilles de recharge, pour un total de douze torpilles. Douze mines pouvaient être transportées à la place des torpilles. Il était aussi armé d'un canon de pont de 4 pouces (102 mm).

## Engagements
Le HMS Sea Devil (littéralement : « Diable des mers », un des noms de la raie manta) a été lancé à la fin de la Seconde Guerre mondiale, le 30 janvier 1945. Il fut le premier (et jusqu’à présent, le seul) navire de la Royal Navy à porter ce nom. En raison de sa mise en service tardive, il était en transit vers le théâtre d’opérations d’Extrême-Orient quand la guerre a pris fin. Il n'a donc pris part à aucune action,. En 1953, il a participé à la Revue de la flotte pour célébrer le couronnement de la reine Élisabeth II.
En avril 1954, le Sea Devil fut déployé en mer Méditerranée. Il y resta affecté jusqu’à la fin de sa carrière active. En 1955-1956, il fut utilisé autour de Malte pour tester le système de balayage infrarouge Yellow Duckling (en français : caneton jaune) permettant de détecter le sillage des sous-marins en immersion.
Le Sea Devil fut vendu pour démolition le 4 juin 1962 à Portsmouth. Il était alors le dernier navire de la classe S en service au sein de la Royal Navy (d’autres unités sont restées en service plus longtemps, au sein de marines étrangères). Vendu au démolisseur Metal Recoveries, il arriva à Newhaven le 15 décembre 1965.